# Rahovec
Rahovec en albanais et Orahovac en serbe latin {en serbe cyrillique : Ораховац ; autres noms albanais : Rahoveci ou Arraveci) est une ville et une commune/municipalité du Kosovo. Elles font partie du district de Gjakovë/Đakovica. Selon le recensement yougoslave de 1991, la ville comptait 18 296 habitants et la commune/municipalité 59 942, dont une majorité d'Albanais. En 2009, la population de la ville intra muros était estimée par l'OSCE à 23 200 habitants et celle de la commune/municipalité à 73 700. Selon le recensement kosovar de 2011, la commune compte 55 053 habitants.

## Histoire
Des dizaines de civils serbes ont été enlevés en juillet 1998, quand l’UCK a brièvement investi la ville.

## Localités

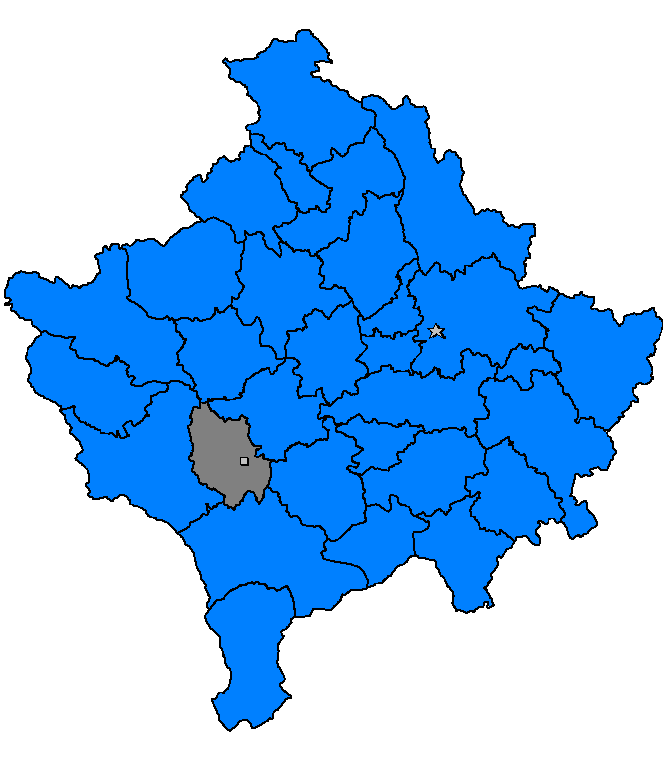
Localisation de la commune/municipalité de Rahovec/Orahovac au Kosovo

La commune/municipalité de Rahovec/Orahovac compte les localités suivantes, :
| - Astrazup/Ostrozub - Bellacërkë/Bela Crkva - Bërnjak/Brnjača - Bratotin - Brestoc/Brestovac - Bubël/Bublje - Carravranë/Crnovrana - Celinë/Celina - Çifllak/Čiflak - Dabidol/Dobri Dol - Damanek/Domanek - Dejnë/Danjane - Dragobil/Dragobilje - Drenoc/Drenovac | - Garaçevë/Goračevo - Gexhë/Gedža - Guriq/Gorić - Hoca i Madhe/Velika Hoča - Hoçë e Vogël/Mala Hoča - Janqishtë/Jančište - Joviq/Jović - Kaznik/Koznik - Kramovik - Krushë e Madhe/Velika Kruša - Llapçevë/Labučevo - Lubizhdë/Ljubižda - Malishevë/Mališevo - Marali/Moralija | - Maxharë/Mađare - Millanoviq/Milanović - Mirushë/Miruša - Mrasor - Nagac/Nogavac - Nushpal/Našpale - Opterushë/Opteruša - Pagarushë/Pagaruša - Panorc/Ponorac - Pastasellë/Pusto Selo - Pataçan i Epërm/Gornje Potočane - Pataçan i Ulët/Donje Potočane - Petkoviq/Petković - Polluzhë/Poluža | - Qypevë/Čupevo - Radostë/Radoste - Rahovec/Orahovac - Ratkoc/Ratkovac - Reti/Retimlje - Sapniq/Sopnić - Sarosh/Saroš - Senoc/Sanovac - Turjakë/Turjak - Vrajakë/Vranjak - Xërxë/Zrze - Zatriq/Zatrić - Zoçishtë/Zočište |

## Démographie

### Ville
| 1948  | 1953  | 1961  | 1971   | 1981   | 1991   |
| ----- | ----- | ----- | ------ | ------ | ------ |
| 5 600 | 6 411 | 7 373 | 10 080 | 13 134 | 18 296 |

### Commune/municipalité
| Répartition par nationalités |          |      |        |     |        |     |        |
| Année/Population | Albanais | %    | Serbes | %   | Autres | %   | Total  |
| 1991 | 55 119   | 92   | 3 938  | 7   | 885    | 1   | 59 942 |
| Janvier 1999 | 52 500   | 92   | 4 000  | 7   | 800    | 1   | 57 300 |
| Décembre 1999 | 58 772   | 89   | 5 008  | 8   | 2 116  | 3   | 65 896 |
| Mai 2001 | 69 019   | 97,6 | 1 350  | 1,9 | 350    | 0,5 | 70 719 |
| Novembre 2002 | 71 834   | 97,7 | 1 300  | 1,8 | 420    | 0,5 | 73 554 |
| Août 2003 | 72 853   | 97,1 | 1 300  | 1,7 | 849    | 1,1 | 75 002 |
| Sources :1991 recensement yougoslave, estimations OSCE pour 1999, UNHCR/HCIC Kosovo, Database (Décember 1999), Community leaders’ information. 2002 - Directorate of Urbanism (chiffres concernant les Albanais du Kosovo), Local Community Office, Community leaders’ information. Tous les chiffres sont donnés avec une marge d'erreur. |          |      |        |     |        |     |        |

En septembre 2009, la population de la commune/municipalité était estimée à 73 700, dont environ 23 200 dans la ville intra muros. Les Serbes du Kosovo, soit environ 1 300 habitants, vivent dans le haut de la ville et dans le village de Velika Hoča/Hoçë e Madhe (environ 700 habitants). On compte aussi entre 500 et 550 Roms, Égyptiens du Kosovo et Ashkali qui vivent dans le haut de Rahovec/Orahovac. Un certain nombre d'Égyptiens vivent aussi dans les villages de Ratkoc/Ratkovac et Xerxe/Zrze (environ 400) et dans la région de Krushë e Madhe/Velika Kruša (environ 200).

## Politique
L'assemblée de Rahovec/Orahovac compte 31 membres, qui, en 2007, se répartissaient de la manière suivante :
| Parti                                         | Sièges |
| --------------------------------------------- | ------ |
| Parti démocratique du Kosovo (PDK)            | 11     |
| Ligue démocratique du Kosovo (LDK)            | 8      |
| Alliance pour le futur du Kosovo (AAK)        | 5      |
| Mouvement pour l'intégration et l'unité (LIB) | 2      |
| Nouvelle alliance pour le Kosovo (AKR)        | 2      |
| Ligue démocratique de Dardanie (LDD)          | 2      |
| Parti de la justice (en) (PD)                 | 1      |

Qazim Qeska, membre du PDK, a élu maire de la commune/municipalité.

## Tourisme
Sites archéologiques
- le site archéologique de Malishevë/Mališevo[8] (VIIIe-VIe siècle av. J.-C.)[9]
- le site de Brdo Gradiš à Gexhë/Gedža (VIIIe siècle av. J.-C. ; IXe-Xe siècles)[10]
- les thermes romains de Çifllak/Čiflak (Ier-IVe siècles)[11]
- les ruines d'une église à Lubizhdë/Ljubižda[8] (XVIIe siècle)[12]
- le site de Maskit, à Lubizhdë/Ljubižda (IIe-IIIe siècles)[13]
- le site archéologique de Požig à Bellacërkë/Bela Crkva (VIe-XIe siècles)[14]
- Les ruines de la forteresse de Zatriq/Zatrić (Xe-XIIIe siècles)[15]
- le cimetière de Vrajakë/Vranjak (Moyen Âge)[11]
- le cimetière de Celinë/Celina (Moyen Âge)[11]

Monuments culturels à Rahovec/Orahovac
- la mosquée de Sokol (XVIIIe siècle)[11]
- la tour-résidence de Hajrulla Qanta (XVIIIe siècle)[11]
- la tour de l'horloge (1815)[16]
- la mosquée de Kasum (XIXe siècle)[11]
- la tekke Halveti (XIXe siècle)[17]
- le tombeau de Melamiva (XIXe siècle)[11]
- la tour-résidence d'Ismet Qemega (XIXe siècle)[11]
- la maison de Qamil Jonuz Vuçitërna (XIXe siècle)[11]
- la tour-résidence de Qamil Vëqitërna (XXe siècle)[11]

Monuments culturels de Hoca i Madhe/Velika Hoča

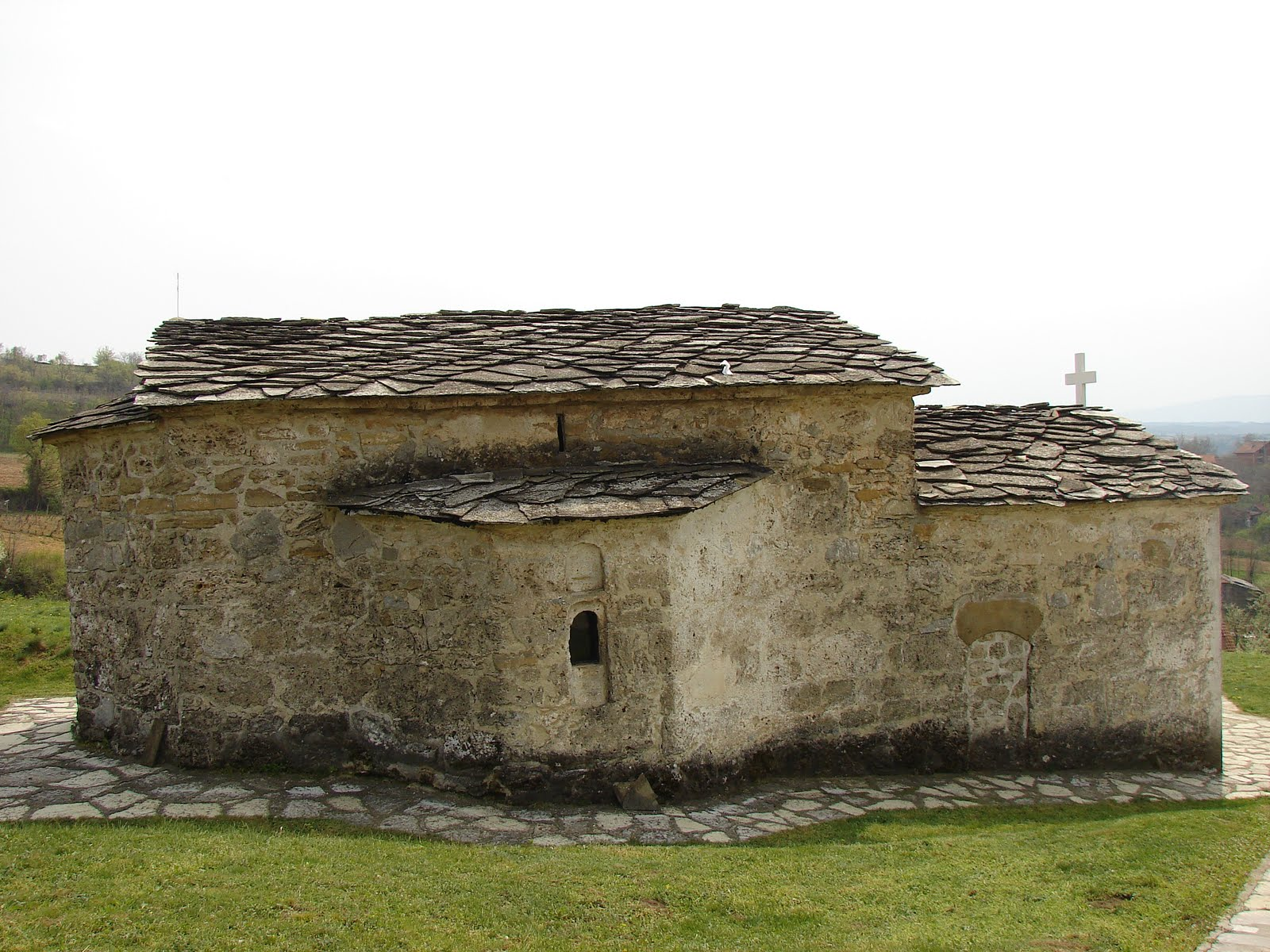
L'église Saint-Jean de Hoca i Madhe/Velika Hoča

Sur le territoire de la commune/municipalité, à Hoca i Madhe/Velika Hoča, se trouvent l'église Saint-Jean, construite au XIVe siècle, et l'église Saint-Nicolas, édifiée en 1345 ; elles sont toutes deux inscrites sur la liste des monuments culturels d'importance exceptionnelle de la République de Serbie,.
- l'église Saint-Étienne (XIVe siècle)[20]
- une autre (?) église Saint-Étienne[21]
- le cellier de l'église Saint-Étienne (XVIIIe siècle)[22]
- l'église Saint-Luc (XVIe siècle)[23]
- un métoque du monastère de Dečani (1851)[24]
- la maison Spasić (1830-1835)[25]
- la tour de Lazar Kujundžić (XIXe siècle)[26]

Autres monuments culturels

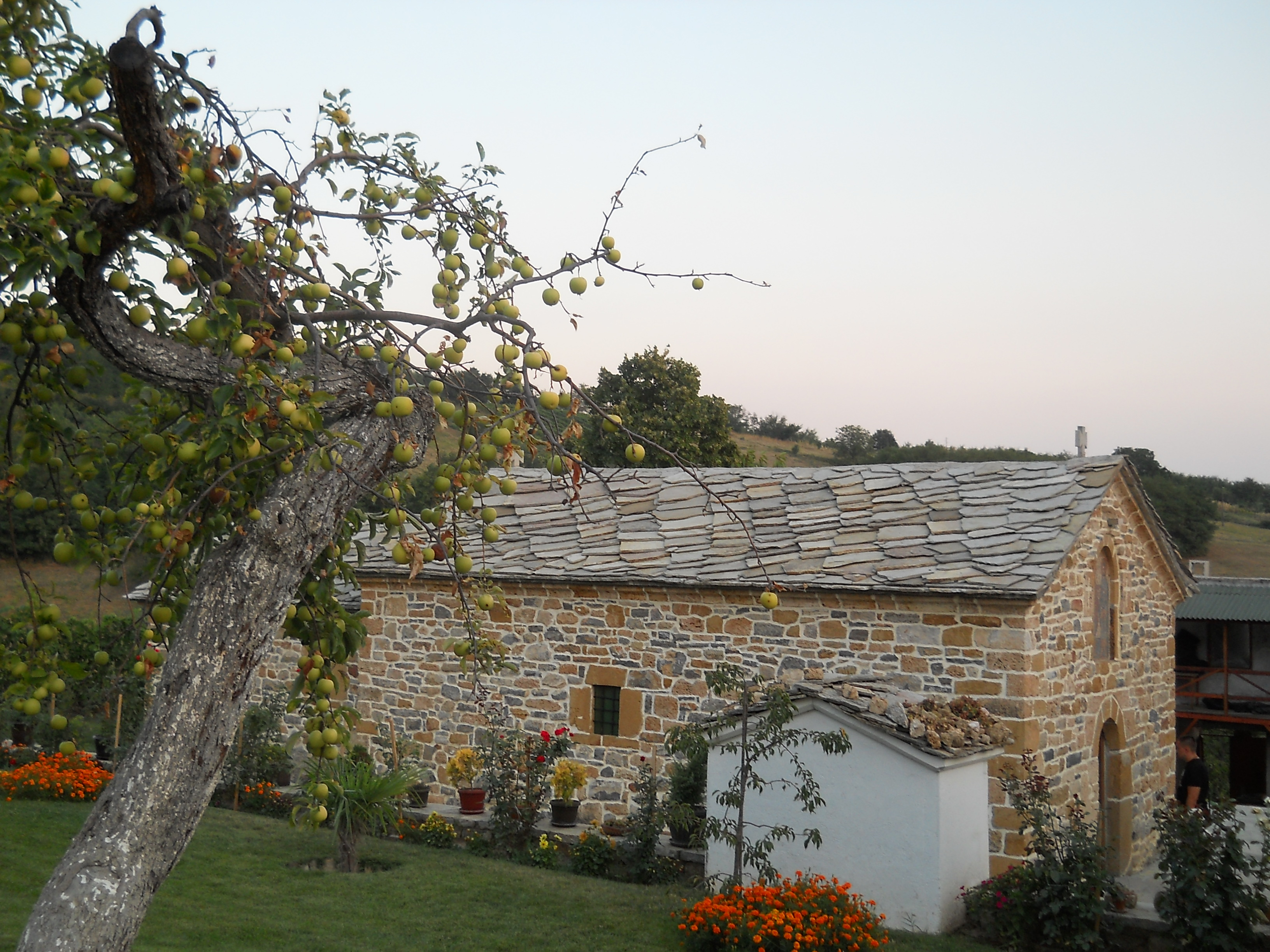
Le monastère Saint-Côme et Saint-Damien de Zoçishtë/Zočište

- l'église de la Sainte-Semaine à Bërnjak/Brnjača (XIVe siècle)[27]
- le monastère Saint-Côme et Saint-Damien de Zoçishtë/Zočište (XIVe-XVe siècles)[28]
- l'église Saint-Georges d'Opterushë/Opteruša (XVIe siècle)[29]
- la mosquée de Drenoc/Drenovac (XVIIIe siècle)[11]
- la mosquée de Xërxë/Zrze (XVIIIe siècle)[11]
- la mosquée de Zatriq/Zatrić (XVIIIe siècle)[11]
- la mosquée de Pastasellë/Pusto Selo (XIXe siècle)[11]

## Personnalités
- Ukshin Hoti (1943-1999), philosophe, homme politique